# Liste der brasilianischen Botschafter in Frankreich

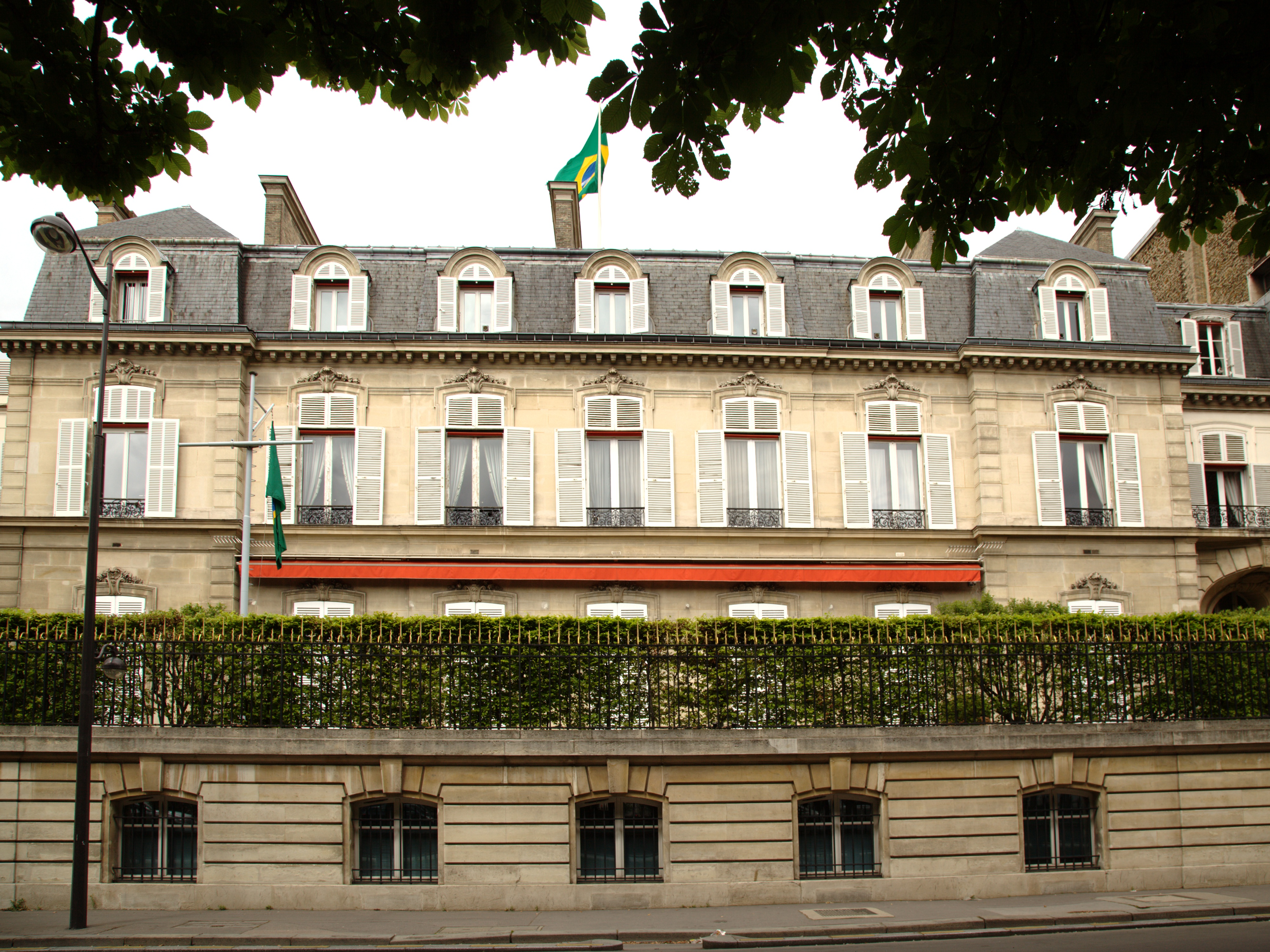
Die brasilianische Botschaft befindet sich in 34 Cours Albert 1. Arrondissement (Paris).

Liste der brasilianischen Botschafter in Frankreich.

## Botschafter
| Ernannt       | Name                                     | Bemerkungen                                 | ernannt von:                         | akkreditiert während der Regierung von | Posten verlassen |
| ------------- | ---------------------------------------- | ------------------------------------------- | ------------------------------------ | -------------------------------------- | ---------------- |
| 12. Aug. 1822 | Manuel Rodrigues Gameiro Pessoa          |                                             | Peter I.                             | Louis-Philippe I.                      |                  |
| 28. Feb. 1834 | Luíz Moutinho de Lima Alvares e Silva    | [ 1 ]                                       | Peter II.                            | Louis-Philippe I.                      | 27. Nov. 1837    |
| 1853          | José Marques Lisboa                      | [ 2 ]                                       | Peter II.                            | Napoleon III.                          |                  |
| 1854          | Joaquim Tomás do Amaral                  |                                             | Peter II.                            | Napoleon III.                          |                  |
| 1873          | Francisco Inácio de Carvalho Moreira     |                                             | Peter II.                            | Patrice de Mac-Mahon                   |                  |
| 1870          | Barão de Itajubá                         |                                             | Peter II.                            | Napoleon III.                          |                  |
| 1889          | Francisco Inácio de Carvalho Moreira     |                                             | Manuel Deodoro da Fonseca            | Marie François Sadi Carnot             |                  |
| 1891          | Gabriel de Toledo Piza                   |                                             | Manuel Deodoro da Fonseca            | Marie François Sadi Carnot             |                  |
| 1911          | Dario Barreto Galvão                     | Geschäftsträger                             | Hermes Rodrigues da Fonseca          | Armand Fallières                       | 1912             |
| 2. Juli 1912  | Olintho Másimo de Magalhaens             |                                             | Hermes Rodrigues da Fonseca          | Armand Fallières                       | 15. Apr. 1919    |
| 1919          | Frederico de Castello Branco Clark       | Geschäftsträger                             | Epitácio da Silva Pessoa             | Raymond Poincaré                       |                  |
| 11. Mai 1919  | Raul Régis de Oliveira                   |                                             | Epitácio da Silva Pessoa             | Raymond Poincaré                       | 3. Dez. 1919     |
| 4. Dez. 1919  | Gastão da Cunha                          | représentant du Brésil au Conseil de la SDN | Epitácio da Silva Pessoa             | Raymond Poincaré                       | 21. Feb. 1922    |
| 1922          | Frederico de Castello Branco Clark       | Geschäftsträger                             | Artur da Silva Bernardes             | Alexandre Millerand                    |                  |
| 1922          | Carlos Taylor                            | Geschäftsträger                             | Artur da Silva Bernardes             | Alexandre Millerand                    |                  |
| 24. Dez. 1922 | Luís Martins de Souza Dantas             |                                             | Artur da Silva Bernardes             | Alexandre Millerand                    | 10. März 1943    |
| 29. Sep. 1943 | Vasco Leitão da Cunha                    |                                             | Getúlio Vargas                       | Philippe Pétain                        | 24. Aug. 1944    |
| 18. Nov. 1944 | Frederico de Castello Branco Clark       |                                             | Getúlio Vargas                       | Charles de Gaulle                      | 4. März 1948     |
| 1948          | Mário de Costa Guimarâes                 | Geschäftsträger                             | Eurico Gaspar Dutra                  | Vincent Auriol                         |                  |
| 1948          | Hugo Gouthier de Oliveira Gondio         | Geschäftsträger                             | Eurico Gaspar Dutra                  | Vincent Auriol                         |                  |
| 29. Apr. 1948 | Carlos Martins Pereira e Souza           |                                             | Eurico Gaspar Dutra                  | Vincent Auriol                         | 5. Nov. 1949     |
| 1949          | Nemésio Dutra                            | Geschäftsträger                             | Eurico Gaspar Dutra                  | Vincent Auriol                         | 1950             |
| 4. Apr. 1950  | Carlos Celso de Ouro Preto               |                                             | Eurico Gaspar Dutra                  | Vincent Auriol                         | 4. Apr. 1953     |
| 1953          | Glauco Ferreira de Souza                 | Geschäftsträger                             | Getúlio Vargas                       | Vincent Auriol                         |                  |
| 1953          | Souza Dantas Romero                      | Geschäftsträger                             | Getúlio Vargas                       | Vincent Auriol                         |                  |
| 27. Juni 1953 | Abelardo Bretanha Bueno do Prado         |                                             | Getúlio Vargas                       | Vincent Auriol                         | 28. Mai 1955     |
| 22. Okt. 1953 | Caio de Mello Franco                     |                                             | Getúlio Vargas                       | Vincent Auriol                         | 25. Aug. 1955    |
| 1955          | Limar Penna Marinho                      | Geschäftsträger                             | Nereu Ramos                          | René Coty                              | 1956             |
| 1956          | João Gracie Lampreia                     | Geschäftsträger                             | Juscelino Kubitschek                 | René Coty                              | 1957             |
| 10. März 1957 | Carlos Alves de Souza Filho              |                                             | Juscelino Kubitschek                 | René Coty                              | 20. Jan. 1964    |
| 1964          | Raul Henrique Castro e Silva de Vincenzi | Geschäftsträger                             | João Goulart                         | Charles de Gaulle                      |                  |
| 18. Juli 1964 | Antônio Mendes Vianna                    |                                             | João Goulart                         | Charles de Gaulle                      | 21. Apr. 1966    |
| 1966          | Carlos Calero Rodrigues                  | Geschäftsträger                             | Humberto Castelo Branco              | Charles de Gaulle                      |                  |
| 25. Apr. 1966 | Olavo Bilac Pinto                        |                                             | Humberto Castelo Branco              | Charles de Gaulle                      | 27. Apr. 1970    |
| 1970          | Paulo Henrique Parenagué                 | Geschäftsträger                             | Emílio Garrastazu Médici             | Georges Pompidou                       |                  |
| 22. Juli 1970 | Aurélio de Lyra Tevares                  |                                             | Emílio Garrastazu Médici             | Georges Pompidou                       | 20. Apr. 1973    |
| 1. Jan. 1975  | Eduardo Moreira Hosannah                 | Geschäftsträger                             | Ernesto Geisel                       | Valéry Giscard d’Estaing               | 6. Feb. 1975     |
| 7. Feb. 1975  | Antônio Delfim Netto                     |                                             | Ernesto Geisel                       | Valéry Giscard d’Estaing               | 19. Mai 1975     |
| 20. Mai 1975  | José Maria Villar de Queiroz             | Geschäftsträger                             | Ernesto Geisel                       | Valéry Giscard d’Estaing               | 23. Mai 1975     |
| 23. Mai 1975  | Antônio Delfim Netto                     |                                             | Ernesto Geisel                       | Valéry Giscard d’Estaing               | 18. Dez. 1975    |
| 19. Dez. 1975 | José Maria Villar de Queiroz             | Geschäftsträger                             | Ernesto Geisel                       | Valéry Giscard d’Estaing               | 31. Dez. 1975    |
| 1976          | Antônio Delfim Netto                     |                                             | Ernesto Geisel                       | Valéry Giscard d’Estaing               | 1978             |
| 1978          | Ramiro Saraiva Guerreiro                 |                                             | Ernesto Geisel                       | Valéry Giscard d’Estaing               | 1979             |
| 12. Juli 1979 | Luiz do Nascimento e Silva               |                                             | João Baptista de Oliveira Figueiredo | Valéry Giscard d’Estaing               |                  |
| 1984          | Luiz Gonzaga do Nascimento e Silva       |                                             | João Baptista de Oliveira Figueiredo | François Mitterrand                    |                  |
| 4. März 1988  | João Hermes Pereira de Araújo            |                                             | José Sarney                          | François Mitterrand                    | 1991             |
| 30. Sep. 1991 | Carlos Alberto Leite Barbosa             |                                             | Fernando Collor de Mello             | François Mitterrand                    |                  |
| 7. Okt. 1997  | Marcos Azambuja                          |                                             | Fernando Henrique Cardoso            | Jacques Chirac                         | 2003             |
| 29. Apr. 2003 | Sérgio Silva Amaral                      |                                             | Luiz Inácio Lula da Silva            | Jacques Chirac                         |                  |
| Okt. 2005     | Vera Pedrosa Martíns de Almeida          |                                             | Luiz Inácio Lula da Silva            | Jacques Chirac                         | März 2006        |
| 25. Okt. 2007 | José Maurício Bustani                    | (* 5. Juni 1945 in Porto Velho)             | Luiz Inácio Lula da Silva            | Nicolas Sarkozy                        |                  |